# آرثر ماكادو
آرثر ماكادو (بالبرتغالية: Arthur Machado‏) (مواليد 1 يناير 1909) هو لاعب كرة قدم. يلعب مع منتخب البرازيل لكرة القدم. سبق له أن لعب في كأس العالم لكرة القدم مع منتخب بلاده.

## الروابط الخارجية
- آرثر ماكادو على موقع الاتحاد الدولي (مؤرشف)  (الإنجليزية)
- آرثر ماكادو على موقع قاعدة بيانات كرة القدم.إي يو (الإنجليزية)
- آرثر ماكادو على موقع ناشيونال فوتبول تيمز (الإنجليزية)
- آرثر ماكادو على موقع Soccerway.com (الإنجليزية)
- آرثر ماكادو على موقع عالم كرة القدم.نت (الإنجليزية)